# 篠原八幡神社

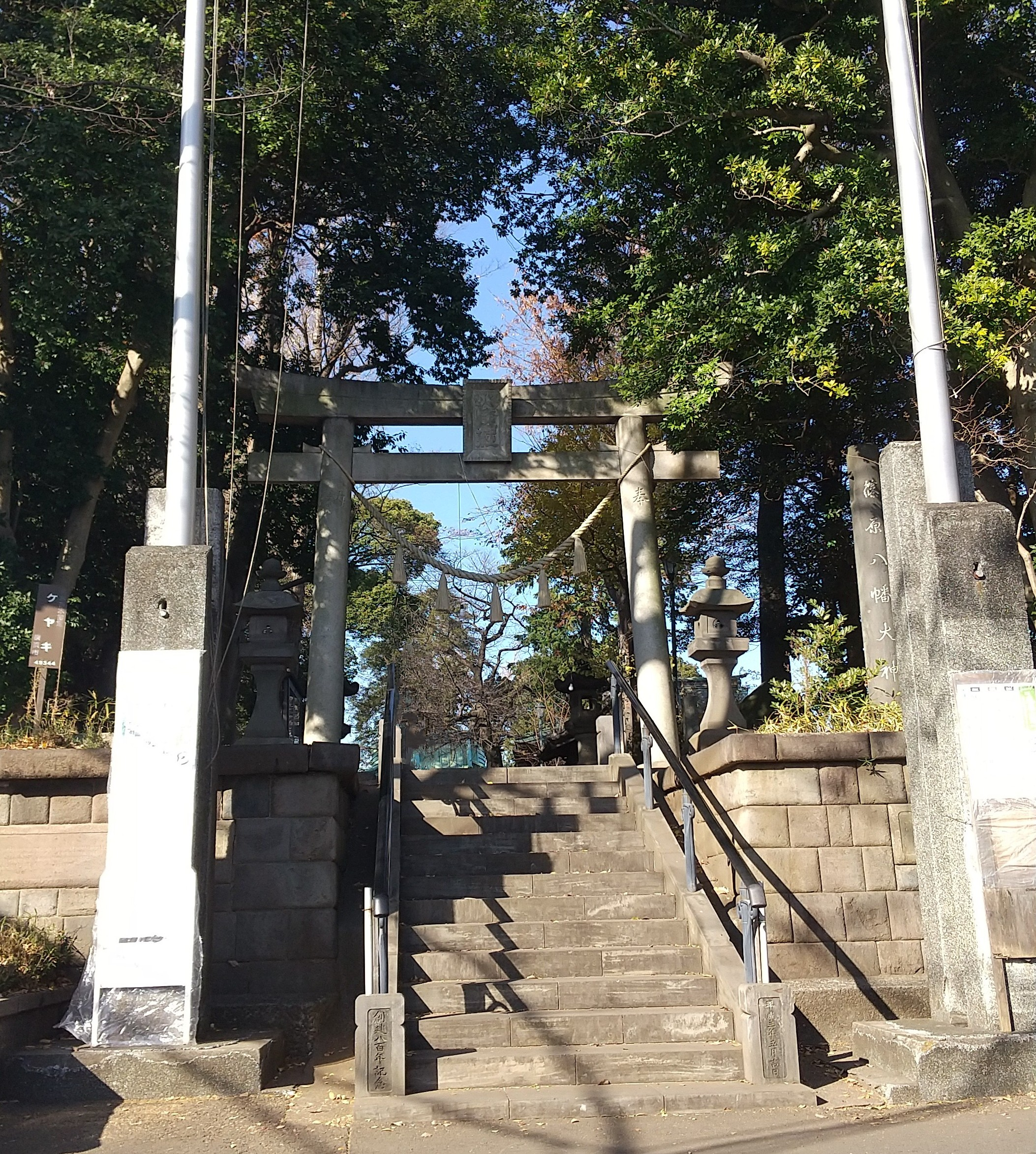
鳥居

篠原八幡神社（しのはらはちまんじんじゃ）は、横浜市港北区篠原町にある神社である。
鶴崎八幡（つるさきはちまん）、若宮八幡（わかみやはちまん）、八幡大神（はちまんおおかみ）などとも称される。

## 概要
建久3年（1192年）9月、鈴木村の鎮守として同村字会下谷に勧請奉斉し、鶴崎八幡と称する。
寛永8年（1631年）、同村字表谷に社殿を建立して奉遷し、その後寛文8年（1668年）、時の代官・伊奈半十郎の手代・新井孫兵衛により社殿を再建し若宮八幡と称した。
『武蔵風土記稿』に「鶴崎八幡と称したる、いわれを知らず」とあり、鈴木村は篠原村となり若宮八幡宮は八幡大神と奉称するに至った。
明治6年（1873年）、村社に列せられる。昭和15年（1940年）8月15日、「明治39年（1906年）勅令第九十六号」による神饌幣帛料供進社に指定された。

## 祭神

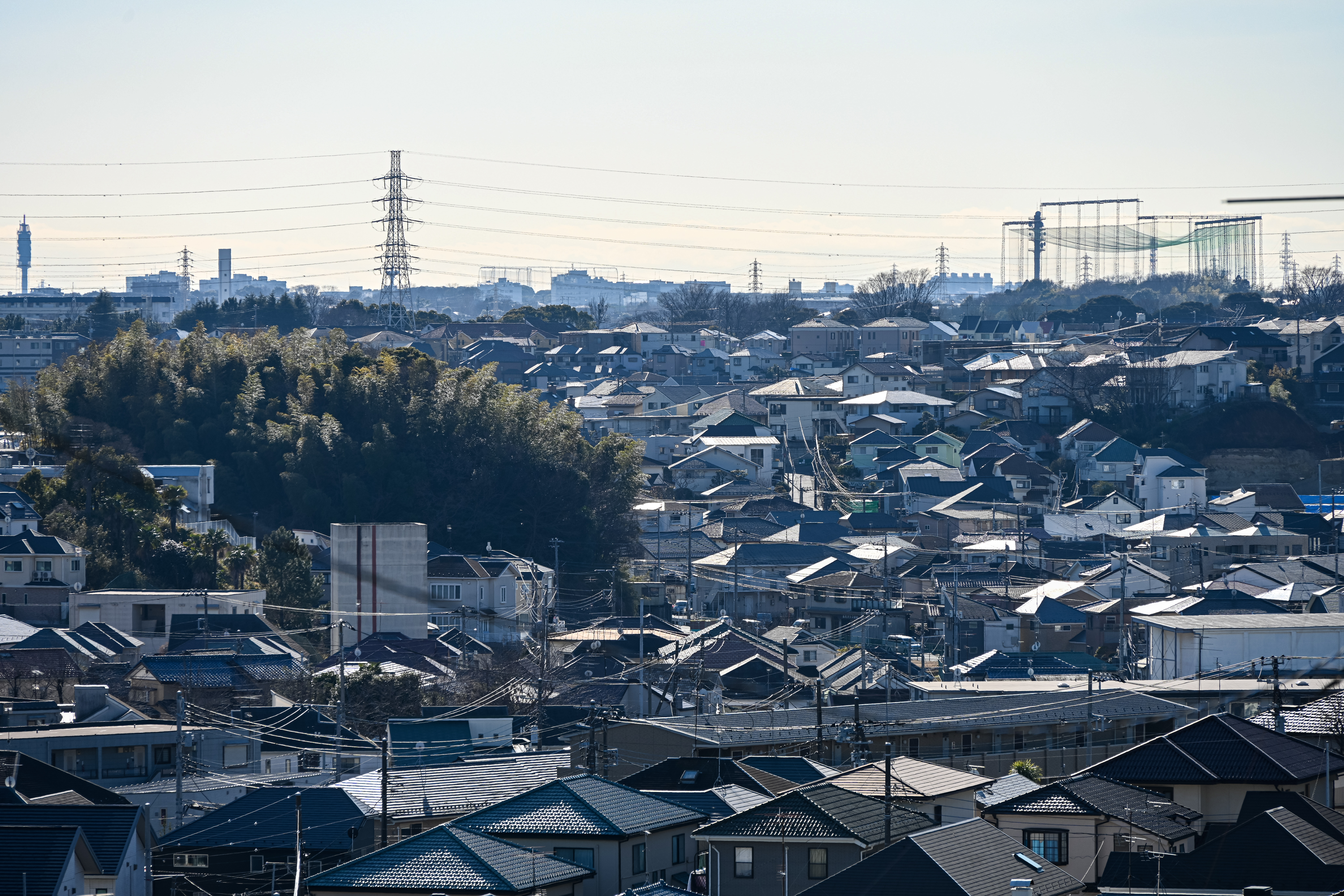
神社から南方の眺望

- 誉田別命（応神天皇）